# Campionati italiani assoluti di atletica leggera 1913
Gli VIII campionati italiani assoluti di atletica leggera si sono tenuti a Milano dal 20 al 21 settembre 1913. La pista aveva uno sviluppo di 375 metri. Furono assegnati ventotto titoli in altrettante discipline, tutti in ambito maschile.
In questa edizione fecero la loro comparsa diverse gare precedentemente assenti in quanto erano afferenti alla Federazione Ginnastica Nazionale Italiana, quali i 200 metri piani, gli 800 metri piani (che andarono a sostituire i 1000 metri piani), i 1500 metri piani, i 10 000 metri piani, i 400 metri ostacoli, il salto in alto, il salto in alto da fermo, il salto in lungo, il salto in lungo da fermo, il salto triplo, il salto triplo da fermo, il getto del peso, il getto della pietra, il lancio del disco, il lancio del giavellotto e il lancio del giavellotto stile libero.
Le gare della maratona e della marcia 40 km si disputarono in un'apposita manifestazione a Milano il 2 novembre, mentre il titolo di campione italiano di corsa campestre fu assegnato il 16 marzo a Genova.

## Risultati

### Le gare del 20-21 settembre a Milano
| Specialità                                | Oro                                                                             | Prestazione | Argento                                                                                 | Prestazione | Bronzo                                                                                              | Prestazione   |
| Corse                                     |                                                                                 |             |                                                                                         |             | |               |
| 100 m                                     | Francesco Carturan Football Club Internazionale Milano                          | 11"3/5      | Claudio Carpi Società Ginnastica Roma                                                   | a spalla    | Giorgio Croci Pro Morivione                                                                         | a spalla      |
| 200 m                                     | Giuseppe De Nicolai Associazione del Calcio di Mantova                          | 24"0        | Franco Giongo Virtus Atletica Bologna                                                   | 25"4/5      | Carlo Chiavelli libero                                                                              | 27"0          |
| 400 m                                     | Gianercole Salvi Virtus Atletica Bologna                                        | 51"1/5      | Angelo Grosselli Pro Morivione                                                          | 51"2/5      | Carlo Chiavelli libero                                                                              | s/t           |
| 800 m                                     | Gianercole Salvi Virtus Atletica Bologna                                        | 2'06"1/5    | Dante Bertoni Pro Morivione                                                             | 2'07"1/5    | Guglielmo Becattini Itala Firenze                                                                   | 2'10"0        |
| 1500 m                                    | Emilio Lunghi Sport Club Italia                                                 | 4'16"3/5    | Arturo Porro Unione Sportiva Milanese                                                   | 4'20"0      | Guglielmo Becattini Itala Firenze                                                                   | 4'27"2/5      |
| 5000 m                                    | Oreste Luppi Società Polisportiva Ars et Labor                                  | 16'02"0     | Alfonso Orlando Società Bergamasca di Ginnastica e Sports Atletici Atalanta             | 16'03"1/5   | Carlo Martinenghi Pro Morivione                                                                     | s/t           |
| 10 000 m                                  | Carlo Martinenghi Pro Morivione                                                 | 34'05"3/5   | Giuseppe Bausola Unione Sportiva La Piemonte                                            | 35'07"4/5   | Vasco Magrini Itala Firenze                                                                         | 35'32"0       |
| Mezza maratona (20 km su pista)           | Carlo Speroni Unione Sportiva Busto Arsizio                                     | 1h07'57"2/5 | Ettore Blasi Cristoforo Colombo Roma                                                    | 1h12'00"4/5 | Giacomo Omodei Novara Football Club                                                                 | 1h13'23"1/5   |
| 110 m hs                                  | Giovanni Villa Unione Sportiva Milanese                                         | 16"2/5      | Giuseppe Cicutti Società Polisportiva Ars et Labor                                      | 17"0        | Apollino Barelli Sport Club Audace Torino                                                           | 17"1/5        |
| 400 m hs                                  | Emilio Lunghi Sport Club Italia                                                 | 1'02"2/5    | Giuseppe Bernardoni Pro Morivione                                                       | 1'03"3/5    | Angelo Vigani Sport Club Italia                                                                     | 1'04"4/5      |
| 1200 m siepi                              | Angelo Grosselli Pro Morivione                                                  | 3'36"3/5    | Oreste Luppi Società Polisportiva Ars et Labor                                          | 3'41"2/5    | Pietro Garimoldi Unione Sportiva Milanese                                                           | 3'43"0        |
| Marcia 1500 m                             | Fernando Altimani Unione Sportiva Milanese                                      | 6'07"3/5    | Amleto Bartesaghi Fortitudo Bologna                                                     | 6'26"4/5    | Amedeo Bracchi Unione Sportiva Milanese                                                             | 6'32"2/5      |
| Marcia 10 000 m                           | Fernando Altimani Unione Sportiva Milanese                                      | 45'49"0     | Giovanni Galli Salus et Virtus Milano                                                   | 47'22"0     | Armando Pretto Post Resurgo et Libertas Milano                                                      | 49'14"0       |
| Staffetta 4×440 iarde                     | Pro Morivione Giuseppe Butti Giuseppe Bernardoni Dante Bertoni Angelo Grosselli | 3'41"4/5    | Virtus Atletica Bologna Ottavio Gibertini Gianercole Salvi Ciro Pizzolato Franco Giongo | 3'47"2/5    | Associazione del Calcio di Mantova Angelo Menini Tacito Bonetti Cesare Mariotti Giuseppe De Nicolai | a spalla      |
| Staffetta olimpionica (200+200+400+800 m) | Pro Morivione Dante Bertoni Giuseppe Butti Giorgio Croci Angelo Grosselli       | 3'48"2/5    | Società Ginnastica Roma Filippo Rosati Claudio Carpi Oreste Zaccagna Mario Candelori    | 4'04"1/5    | Non assegnata                                                                                       | Non assegnata |
| Salti                                     |                                                                                 |             |                                                                                         |             | |               |
| Salto in alto                             | Carlo Andreoli Football Club Internazionale Milano                              | 1,675 m     | Emilio Bambilla Forza e Coraggio Milano                                                 | 1,645 m     | Antonio Garimoldi Unione Sportiva Milanese                                                          | 1,62 m        |
| Salto in alto da fermo                    | Carlo Andreoli Football Club Internazionale Milano                              | 1,325 m     | Luigi Binda Football Club Internazionale Milano                                         | 1,32 m      | Mario Landoni Società Ginnastica Pro Milano                                                         | 1,275 m       |
| Salto con l'asta                          | Francesco Ventura Football Club Internazionale Milano                           | 3,21 m      | Battista Berardi Fortitudo Bologna                                                      | 3,14 m      | Giacomo Erba Forza e Coraggio Milano                                                                | 3,12 m        |
| Salto in lungo                            | Antonio Garimoldi Unione Sportiva Milanese                                      | 6,515 m     | Gaetano Schiavina Fortitudo Bologna                                                     | 6,40 m      | Sante Bulgarelli Club Atletico Faenza                                                               | 6,35 m        |
| Salto in lungo da fermo                   | Mario Gnocchi Sport Club Italia                                                 | 2,975 m     | Oreste Zaccagna Società Ginnastica Roma                                                 | 2,97 m      | Claudio Carpi Società Ginnastica Roma                                                               | 2,885 m       |
| Salto triplo                              | Antonio Garimoldi Unione Sportiva Milanese                                      | 13,895 m    | Carlo Andreoli Football Club Internazionale Milano                                      | 13,28 m     | Emilio Brambilla Forza e Coraggio Milano                                                            | 12,985 m      |
| Salto triplo da fermo                     | Mario Gnocchi Sport Club Italia                                                 | 8,93 m      | Oreste Zaccagna Società Ginnastica Roma                                                 | 8,925 m     | Mario Landoni Società Ginnastica Pro Milano                                                         | 8,76 m        |
| Lanci                                     |                                                                                 |             |                                                                                         |             | |               |
| Getto del peso                            | Giuseppe Tugnoli Virtus Atletica Bologna                                        | 12,95 m     | Aurelio Lenzi Libertas Pistoia                                                          | 12,63 m     | Oreste Passuti Sempre Avanti Bologna                                                                | 11,59 m       |
| Getto della pietra (6,4 kg)               | Giuseppe Tugnoli Virtus Atletica Bologna                                        | 16,50 m     | Cesare Rosini Sempre Avanti Bologna                                                     | 14,59 m     | Oreste Passuti Sempre Avanti Bologna                                                                | 14,49 m       |
| Lancio del disco                          | Aurelio Lenzi Libertas Pistoia                                                  | 39,14 m     | Giuseppe Tugnoli Virtus Atletica Bologna                                                | 36,42 m     | Oreste Passuti Sempre Avanti Bologna                                                                | 32,92 m       |
| Lancio del giavellotto                    | Ubaldo Bianchi Libertas Pistoia                                                 | 38,56 m     | Gianercole Salvi Virtus Atletica Bologna                                                | 35,27 m     | Oreste Pessutti Sempre Avanti Bologna                                                               | 35,18 m       |
| Lancio del giavellotto stile libero       | Ubaldo Bianchi Libertas Pistoia                                                 | 51,83 m     | Renato Gardini Virtus Atletica Bologna                                                  | 49,00 m     | Giuseppe Tugnoli Virtus Atletica Bologna                                                            | 47,33 m       |

### La corsa campestre del 16 marzo a Genova
La gara, organizzata dallo Sporting Club Genova, si corse tra le alture della vecchia cinta della città verso la valle del Bisagno.
| Specialità      | Oro                                         | Prestazione | Argento                                           | Prestazione | Bronzo                                         | Prestazione |
| Corsa campestre | Carlo Speroni Unione Sportiva Busto Arsizio | 28'05"      | Giuseppe Gandolfi Post Resurgo et Libertas Milano | 28'07"      | Giovanni Battista Massone Sporting Club Genova | 29'05"      |

### La maratona e la marcia 40 km del 2 novembre a Milano
Le gare di corsa e marcia 40 km si disputarono su strada su percorso campo Trotter, Crescenzago, Concorezzo, Villasanta, Monza, Sesto San Giovanni, Gorla, campo Trotter.
| Specialità       | Oro                                              | Prestazione | Argento                             | Prestazione | Bronzo                                  | Prestazione |
| Maratona (40 km) | Angelo Malvicini Post Resurgo et Libertas Milano | 2h39'26"0   | Pietro Austoni Agamennone Milano    | 2h50'59"1/5 | Cesare Giacobbe Forza e Speranza Torino | 2h51'31"0   |
| Marcia 40 km     | Giovanni Brunelli Agamennone Milano              | 3h42'32"4/5 | Amleto Bartesaghi Fortitudo Bologna | 3h44'24"0   | Mario Vitali Sport Club Italia          | 3h50'15"1/5 |